# Acris
Acris är ett släkte av groddjur som ingår i familjen lövgrodor.
Dessa lövgrodor förekommer i Nordamerika öster om Kordiljärerna från Kanada över USA till norra Mexiko (delstat Coahuila).
Arter enligt Catalogue of Life, utbredning enligt IUCN:
- Acris blanchardi, räknas ibland som population eller underart till Acris crepitans.
- Acris crepitans, från Ontario (Kanada) och delstaten New York till norra Florida, New Mexico och norra Mexiko.
- Acris gryllus, från Virginia över Tennessee till Louisiana och söderut till Florida.

## Bildgalleri

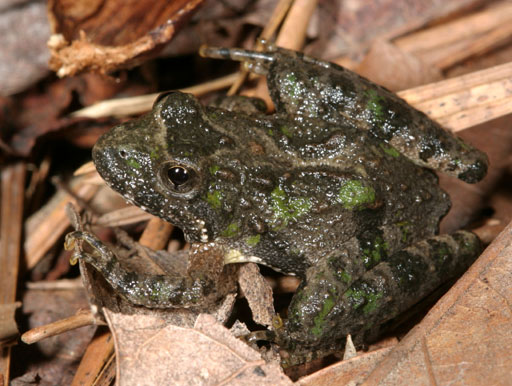
Acris crepitans
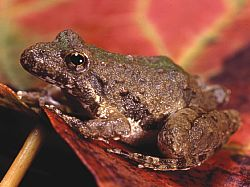
Acris blanchardi
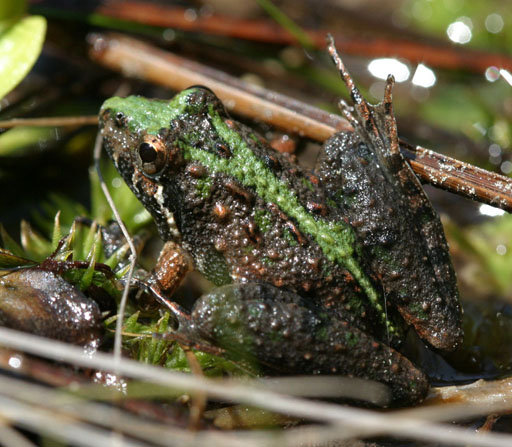
Acris gryllus